# 基里利夫卡 (科德馬區)
47°50′26″N 29°20′20″E / 47.84056°N 29.33889°E
基里利夫卡（烏克蘭語：Кирилівка）是位於烏克蘭西南部的村莊，由敖德萨州波季利斯克区的斯洛比德卡市鎮負責管轄。該村始建於1924年，面積0.31平方公里，海拔高度182米，2001年人口86，人口密度每平方公里277.42人。